# ساعت آونگی (کتاب)
ساعت آونگی: یا نمایش‌های هندسی دربارهٔ حرکت آونگ‌ها در ساعت‌ها (Horologium Oscillatorium: Sive de Motu Pendulorum ad Horologia Aptato Demonstrationes Geometricae) کتابی است به زبان لاتین که توسط ریاضیدان و فیزیکدان هلندی کریستیان هویگنس در سال ۱۶۷۳ منتشر شد و اثر اصلی او در مورد آونگ و زمان‌سنجی است. این کتاب به عنوان یکی از سه اثر مهم در مکانیک در قرن هفدهم در نظر گرفته می‌شود، دو اثر دیگر «دو علم جدید» گالیلئو گالیله (۱۶۳۸) و «اصول ریاضی فلسفه طبیعی» آیزاک نیوتن (۱۶۸۷) هستند.
کتاب ساعت آونگی هویگنس که بسیار فراتر از یک توصیف ساده از ساعت‌ها است، اولین رساله معاصر است که در آن یک مسئله فیزیکی (شتاب یک جسم در حال سقوط) توسط مجموعه‌ای از پارامترها مدل‌سازی ریاضی شده و سپس به صورت ریاضی تحلیل می‌شود و یکی از آثار برجسته ریاضیات کاربردی را تشکیل می‌دهد. این کتاب همچنین به خاطر تقدیم عجیب و غریب آن به لوئی چهاردهم شناخته شده است. انتشار این کتاب در سال ۱۶۷۳ یک موضوع سیاسی بود، زیرا در آن زمان جمهوری هلند در جنگ فرانسه و هلند بود. هویگنس مشتاق بود که وفاداری خود را به حامی خود نشان دهد که این را می‌توان در تقدیم چاپلوسانه به لوئی چهاردهم مشاهده کرد.

## بررسی اجمالی

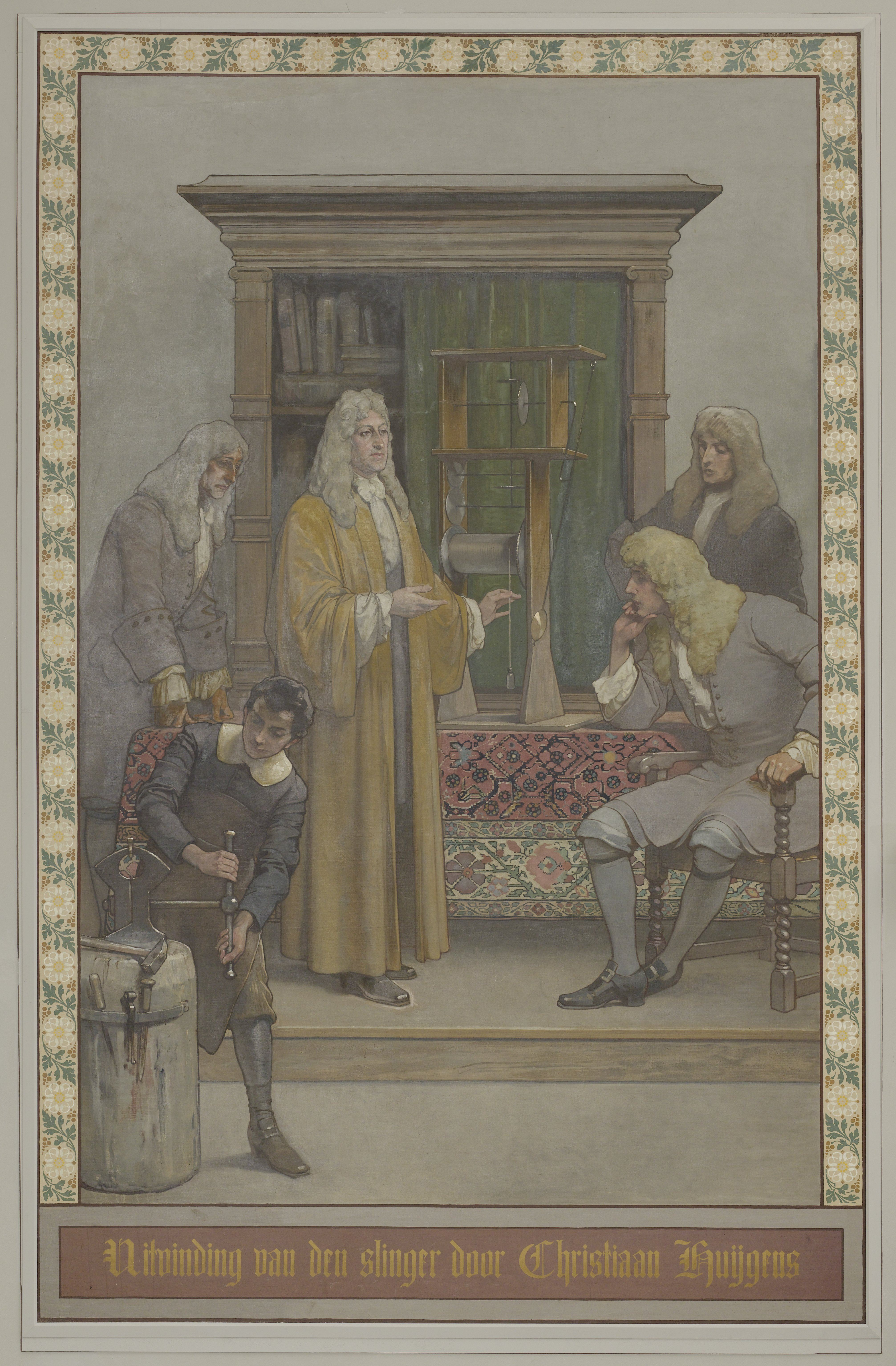
اختراع ساعت آونگی توسط کریستیان هویگنس اثر جرج استورم (حدود ۱۸۸۵)

کتاب ساعت آونگی («هورولوگیوم اُسیلاتوریوم») که در سال ۱۶۷۳ منتشر شد، نتیجه علاقه هویگنس به استفاده از آونگ برای تنظیم دقیق ساعت‌ها بود. در آن زمان، ساعت‌ها با استفاده از ترازهایی تنظیم می‌شدند که اغلب غیرقابل اعتماد بودند و این امر به ویژه برای کشوری مانند هلند که به تجارت دریایی وابسته بود، مشکل‌ساز بود.
هویگنس در سال ۱۶۵۶ شروع به کار بر روی یک مدل ساعت آونگی کرد و سال بعد آن را ثبت اختراع کرد. طراحی او که در سال ۱۶۵۸ منتشر شد، ترکیبی از ایده‌های موجود بود، اما به سرعت محبوب شد و بسیاری از ساعت‌های آونگی بر اساس آن ساخته شدند. حتی برج‌های ساعت موجود در اسخیفنینگن و اوترخت و دیگر شهرها نیز با طرح هویگنس اصلاح شدند.
هویگنس به مطالعات ریاضی خود در مورد سقوط آزاد ادامه داد و در سال ۱۶۵۹ به نتایج مهمی دست یافت. او همچنین متوجه شد که دوره تناوب آونگ‌های ساده کاملاً یکسان نیست و تا حدودی به دامنه نوسان آنها بستگی دارد. او به دنبال راهی بود تا گوی آونگ را به‌طور قابل اعتماد و مستقل از دامنه آن حرکت دهد و در نهایت کشف کرد که اگر مسیر گوی آونگ یک چرخ‌زاد باشد، می‌توان زمان را کاملاً دقیق نگه داشت.
با این حال، مشخص نبود که چه شکلی به گونه‌های فلزی تنظیم کننده آونگ داده شود تا گوی را در یک مسیر چرخ‌زادی هدایت کند. راه حل هوشمندانه و شگفت‌انگیز او این بود که گونه‌ها نیز باید به شکل یک چرخ‌زاد باشند. این کشف و سایر نتایج، هویگنس را به توسعه نظریه گسترنده‌ها سوق داد و انگیزه‌ای برای نوشتن کتاب ساعت آونگی شد.
این کتاب فراتر از یک توصیف ساده از ساعت‌ها است و اولین رساله مدرنی است که در آن یک مسئله فیزیکی (شتاب یک جسم در حال سقوط) با استفاده از مجموعه‌ای از پارامترها مدل‌سازی شده و سپس به صورت ریاضی تحلیل می‌شود. این کتاب به عنوان یکی از آثار برجسته ریاضیات کاربردی در نظر گرفته می‌شود.
هویگنس در این کتاب نه تنها تسلط خود را بر هندسه و فیزیک، بلکه بر مهندسی مکانیک نیز نشان داد. تجزیه و تحلیل او از چرخ‌زاد در نهایت منجر به مطالعات بسیاری از منحنی‌های دیگر شد. علاوه بر این، تشریح دقیق ریاضی مسائل فیزیکی توسط هویگنس به حداقل پارامترها، نمونه‌ای برای دیگران در زمینه ریاضیات کاربردی ارائه کرد که در قرن‌های بعد، البته به زبان حساب دیفرانسیل و انتگرال، ادامه یافت.
پس از سال ۱۶۷۳، هویگنس در طول اقامتش در فرهنگستان علوم فرانسه، نوسان هارمونیک را به‌طور کلی‌تر مطالعه کرد و تلاش خود را برای تعیین طول جغرافیایی در دریا با استفاده از ساعت‌های آونگی خود ادامه داد، اما آزمایش‌های او که روی کشتی‌ها انجام می‌شد، همیشه موفقیت‌آمیز نبود.

## چکیده
کتاب «ساعت آونگی» که در سال ۱۶۷۳ منتشر شد، در کنار پرداختن به ساعت‌های آونگی، نشان‌دهندهٔ تکامل ایده‌های هویگنس نیز بود. هنگامی که تلاش او برای اندازه‌گیری ثابت گرانش با استفاده از آونگ به نتایج ثابتی نرسید، هویگنس این آزمایش را رها کرد و به جای آن، مسئله را به یک مطالعه ریاضی دربارهٔ مقایسه سقوط آزاد و سقوط در امتداد یک دایره تبدیل کرد.
در ابتدا، او از رویکرد گالیله در مطالعه سقوط پیروی کرد، اما به زودی آن را رها کرد زیرا مشخص شد که نتایج را نمی‌توان به سقوط منحنی تعمیم داد. سپس هویگنس با استفاده از رویکرد خود در تحلیل بی‌نهایت کوچک، که ترکیبی از هندسه تحلیلی، هندسه کلاسیک و تکنیک‌های بی‌نهایت کوچک معاصر بود، مستقیماً به این مشکل پرداخت. هویگنس تصمیم گرفت بیشتر نتایج خود را با استفاده از این تکنیک‌ها منتشر نکند، بلکه تا حد امکان به ارائه کاملاً کلاسیک، به شیوه ارشمیدس پایبند باشد.

## بازخورد
بررسی‌های اولیه کتاب «ساعت آونگی» در مجلات تحقیقاتی مهم آن زمان عموماً مثبت بود. یک بررسی ناشناس در Journal de Sçavans (1674) نویسنده کتاب را برای اختراع ساعت آونگی ستایش کرد و آن را "بزرگترین افتخار قرن ماً نامید زیرا "برای نجوم و دریانوردی از اهمیت بالایی برخوردار است…". در عین حال، این بررسی به ریاضیات ظریف، اما دشوار کتاب نیز اشاره کرد. بررسی دیگری در Giornale de' Letterati (1674) بسیاری از نکات مشابه را با توضیحات بیشتر در مورد آزمایش‌های هویگنس در دریا تکرار کرد. بررسی در Philosophical Transactions (1673) نیز از نویسنده برای اختراعش تمجید کرد، اما به سایر مشارکت‌کنندگان در طراحی ساعت، مانند ویلیام نیل، اشاره کرد که به مرور زمان منجر به اختلاف اولویت شد.
علاوه بر این، هویگنس نسخه‌هایی از کتاب خود را برای افراد مختلف در سراسر اروپا، از جمله دولتمردان و ریاضیدانان، ارسال کرد. قدردانی آنها از کتاب نه تنها به دلیل توانایی آنها در درک کامل آن بود، بلکه به عنوان شناختی از جایگاه فکری هویگنس یا به خاطر قدردانی و برادری بود که چنین هدیه‌ای به همراه داشت؛ بنابراین، ارسال نسخه‌هایی از «ساعت آونگی» به روشی مشابه هدیه یک ساعت واقعی عمل کرد.

## سبک ریاضی
ریاضیات هویگنس در «ساعت آونگی» و جاهای دیگر به بهترین وجه به عنوان تحلیل هندسی منحنی‌ها و حرکات توصیف می‌شود. این سبک بسیار شبیه هندسه کلاسیک یونانی بود، زیرا هویگنس آثار نویسندگان کلاسیک، به ویژه ارشمیدس را ترجیح می‌داد. او همچنین در هندسه تحلیلی دکارت و فرما مهارت داشت و به ویژه در بخش‌های III و IV کتاب خود از آن استفاده کرد. هویگنس با این ابزارها و سایر ابزارهای بی‌نهایت کوچک، کاملاً قادر به یافتن راه‌حل‌هایی برای مسائل سخت بود که امروزه با استفاده از آنالیز ریاضی حل می‌شوند.
روش ارائه هویگنس (یعنی اصول موضوعه به روشنی بیان شده، و به دنبال آن گزاره‌ها) نیز تأثیری در بین ریاضیدانان معاصر، از جمله نیوتن، گذاشت. با این وجود، سبک ارشمیدسی و هندسی ریاضیات هویگنس به زودی با ظهور حساب دیفرانسیل و انتگرال از بین رفت و قدردانی از کار او را برای نسل‌های بعدی دشوارتر کرد.

## میراث
ماندگارترین سهم هویگنس در «ساعت آونگی»، کاربرد کامل ریاضیات برای توضیح ساعت‌های آونگی است که اولین زمان‌سنج‌های قابل اعتماد برای استفاده علمی بودند. در سراسر این اثر، هویگنس نه تنها تسلط خود را بر هندسه و فیزیک، بلکه بر مهندسی مکانیک نیز نشان داد.
تجزیه و تحلیل او از چرخ‌زاد در بخش‌های II و III بعداً منجر به مطالعات بسیاری از منحنی‌های دیگر مانند کاستیک، براکیستوکرون، منحنی بادبان و زنجیره‌وار شد. علاوه بر این، تشریح دقیق ریاضی مسائل فیزیکی توسط هویگنس به حداقل پارامترها، نمونه‌ای برای دیگران (مانند برنولی‌ها) در مورد کار در ریاضیات کاربردی ارائه کرد که در قرن‌های بعد، البته به زبان حساب دیفرانسیل و انتگرال، ادامه یافت.